# St. Nicolai (Lüneburg)

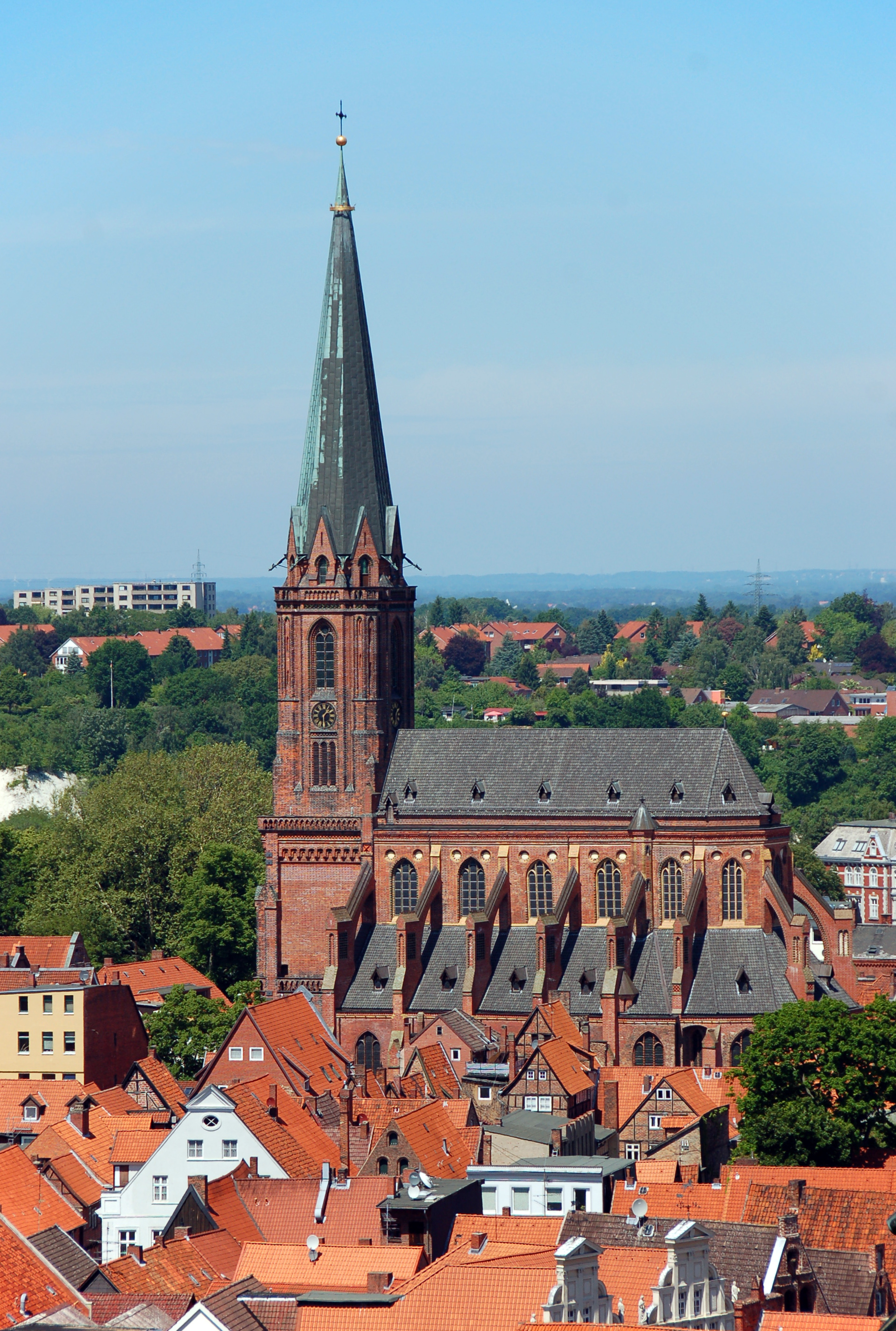
St. Nicolai in Lüneburg

Die Kirche St. Nicolai ist die jüngste und kleinste der drei Hauptkirchen der Hansestadt Lüneburg. Die dem heiligen Nikolaus von Myra geweihte Kirche ist eine dreischiffige Basilika. Sie wurde von 1407 bis 1440 im Stil der Backsteingotik errichtet wie andere Kirchen in Hansestädten im Ostseeraum. Seit der Einführung der Reformation in Lüneburg 1530 werden in der Kirche evangelische Gottesdienste gehalten.

## Geschichte

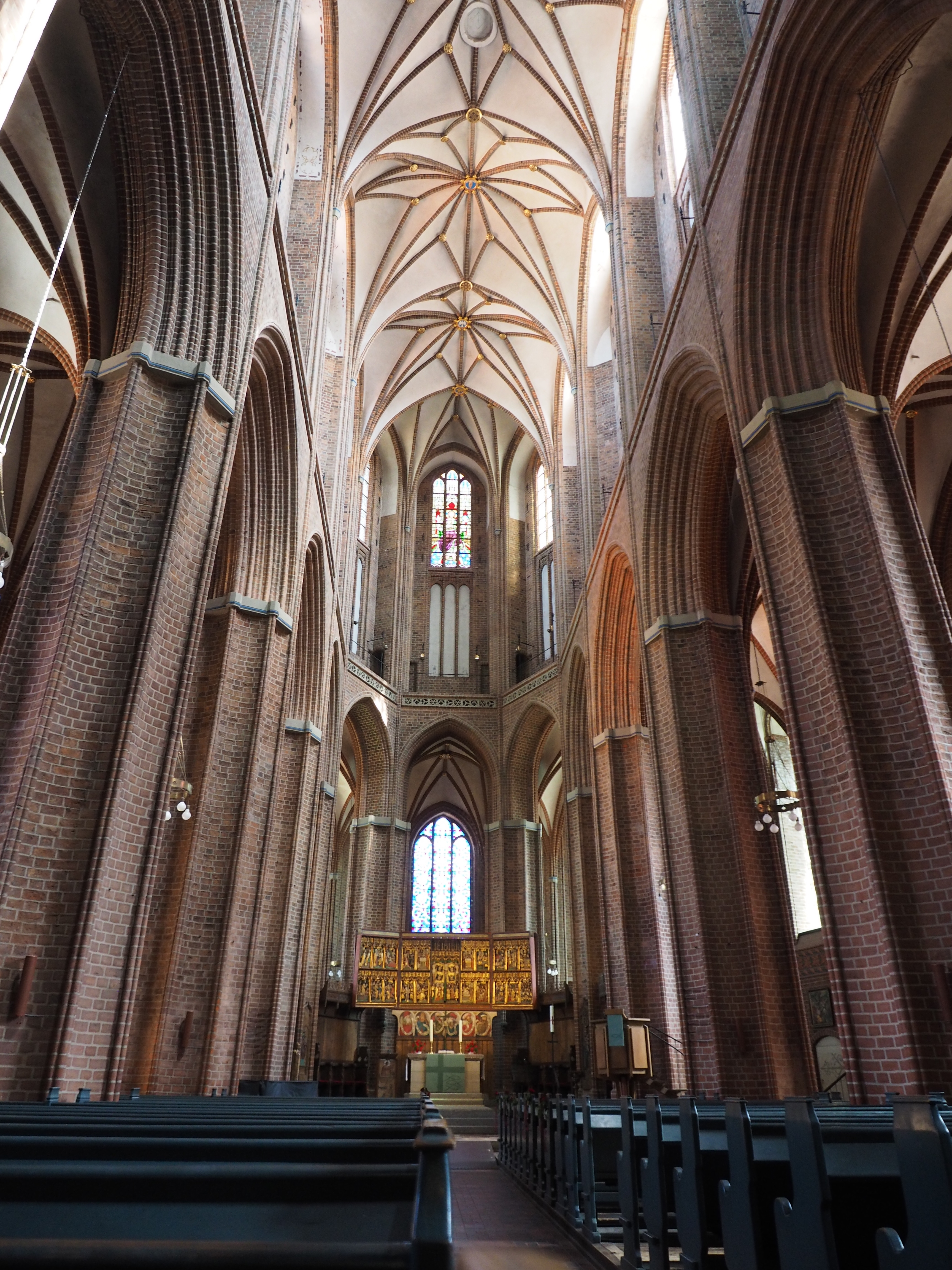
Mittelschiff und Altar

Der Vorgängerbau der Lüneburger Nikolaikirche, eine Kapelle für die Einwohner des Wasserviertels, wurde 1409 als erster von der Stadt selbst initiierter Sakralbau geweiht.  Bereits 1420 beschloss der Rat der Stadt, die Kapelle zu einer Kirche zu erweitern, die um 1440 fertiggestellt war. Der erst 20 Jahre später begonnene Turmbau blieb aus finanziellen Gründen unvollendet und wies bald Schäden auf. Erst 1587 erhielt der gedrungene Turm einen Helm. 1831 musste der Turm wegen Baufälligkeit abgerissen werden. Auch das Kirchenschiff war zu diesem Zeitpunkt bereits stark beschädigt. 1843 gründete sich ein Verein zur Rettung der Kirche, auf dessen Bemühungen die Instandsetzung des Kirchenschiffs ab 1869 und der Bau des 1896 fertiggestellten neugotischen Turms beruhen.

## Baubeschreibung

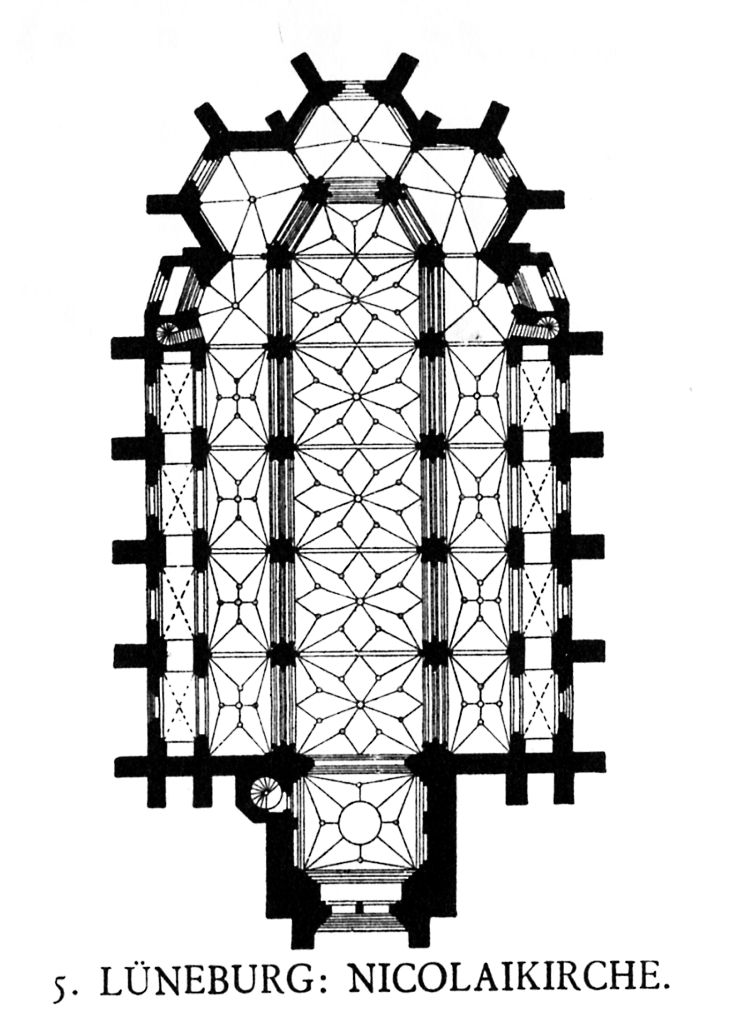
Grundriss

Die Kirche ist eine der letzten Backsteinbasiliken. St. Nikolai ist eine querschifflose Pfeilerbasilika mit einem vierjochigen Langhaus mit Chorjoch und abschließendem 3/6-Schluss. Beeindruckend ist das etwa 7,20 Meter breite und 28,70 Meter hohe gotische Mittelschiff mit dem in Norddeutschland einmaligen achtzackigen Sternengewölbe und mit seinem mittelalterlichen Gepräge. Durch zahlreiche Restaurierungen ist die gotische Kirche stark vom 19. Jahrhundert geprägt.
Auffällig ist der im Stil der Neugotik erbaute, 92,7 Meter hohe Backsteinturm, der erst 1895 neu errichtet wurde und zu den höchsten Kirchtürmen Niedersachsens gehört (siehe Liste der höchsten Sakralgebäude). An drei Seiten ist eine Turmuhr angebracht, an der Nordseite, an der der historische Stadtkern recht bald endet, nicht. Grund dafür ist der Treppenaufgang, der die Anbringung eines vierten Zifferblattes nicht ermöglicht hatte.

## Ausstattung

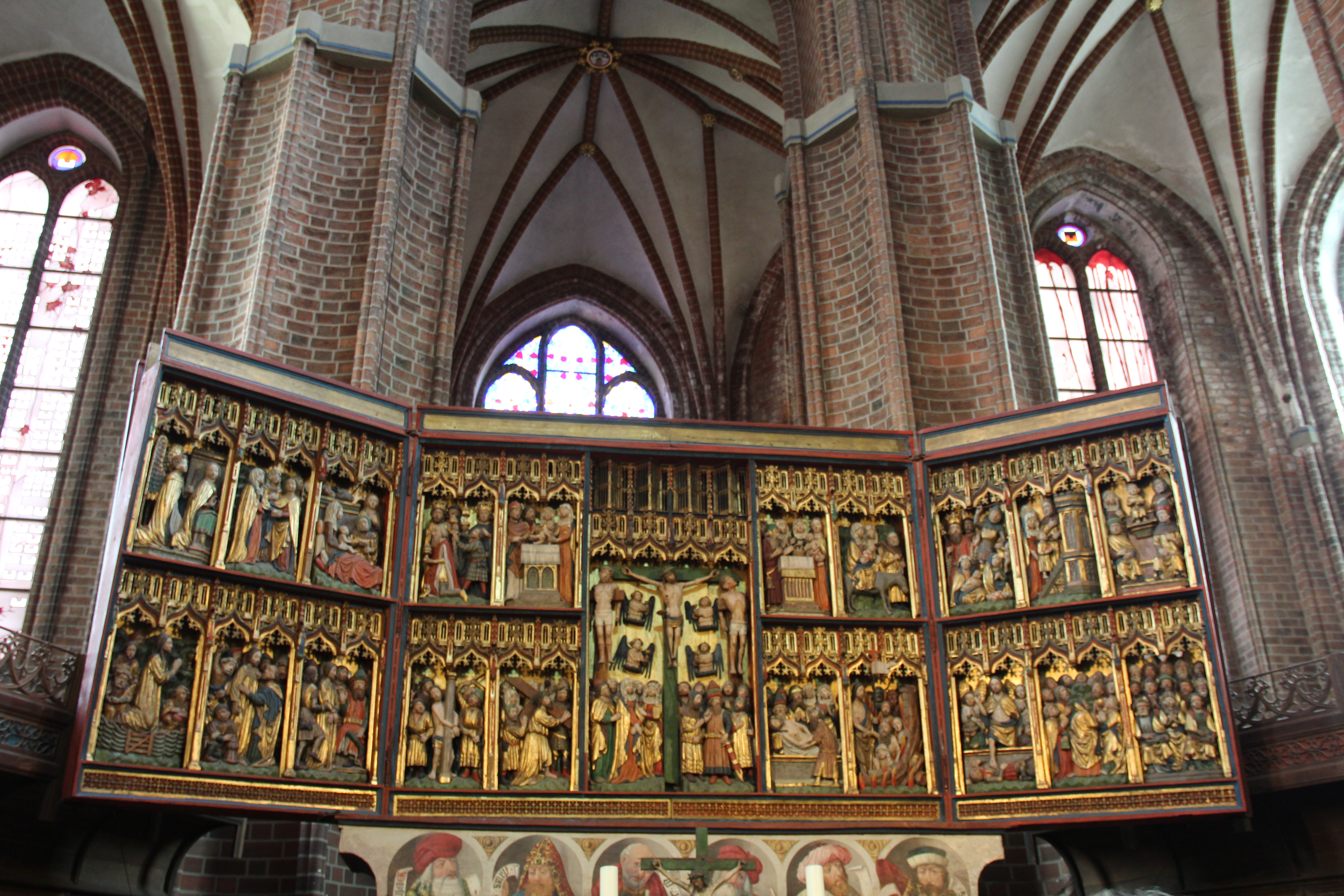
Lamberti-Altarretabel

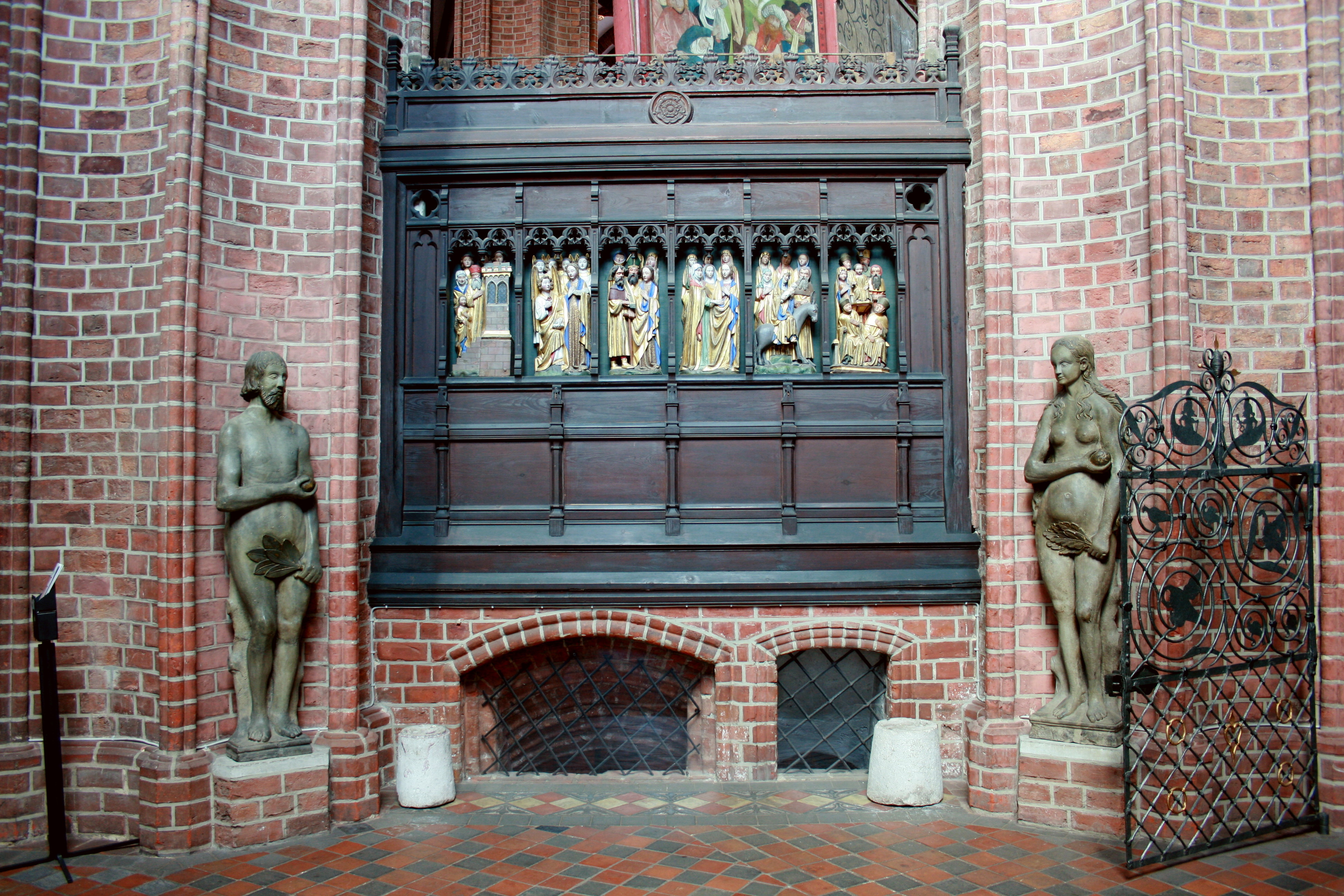
Im Chorumgang

Die ursprüngliche mittelalterliche Kirchenausstattung der Nicolaikirche, zu der achtzehn Altäre gehörten, ist nicht erhalten, trotzdem birgt die Kirche einige Schätze an gotischer Malerei und Schnitzkünsten.  
Der Wandelaltar aus der Zeit um 1440 stammt aus der 1861 abgerissenen Lambertikirche. Der Altar hat je zwei klappbare Innen- und Außenflügel. Das Eichenschnitzwerk der Innenseite schuf der Lüneburger Meister Hans Snitker d. Ä., die Gemälde in den Flügeln werden dem  Hamburger Meister Hans Bornemann zugeschrieben. Auf den geschnitzten Innentafeln wird in 20 Szenen über zwei Register das Leben Jesu von der Verkündigung bis Pfingsten dargestellt mit einer Kreuzigungsszene in der Mitte. Auf der Predella sind sechs als mittelalterlicher Kaufleute gekleidete Propheten zu sehen. Bornemanns Temperatafeln von etwa 1447, die nur in der Passionszeit zu sehen sind, wenn sie die Schnitzereien verdecken, zeigen Szenen mit den Apostel Simon und Judas Thaddäus mit der Stadtansicht Lüneburgs im Hintergrund und Szenen aus dem Leben des heiligen Lambertus. Nur in der Karwoche werden die Gemälde der Außentafeln mit der Opferung Isaacs und der Kreuzigung Jesu gezeigt. 
Bevor der Hochaltar 1861 aus der Lambertikirche in die Nikolaikirche gelangte, stand im Chor ein Flügelaltar aus dem 1530 aufgelassenen Kloster Heiligental bei Lüneburg. Der auseinandergenommene Altar ist verteilt im Chorumgang aufgestellt. Die erhaltenen Tafelmalereien aus der Zeit um 1450 zeigen je vier Szenen aus dem Leben des Laurentius und des Andreas, die eine mit der frühesten Stadtansicht Lüneburgs enthalten. Sie werden ebenfalls Hans Bornemann zugeschrieben. Die Lüneburger Schnitzreliefs werden auf etwa 1425 datiert.
Im Chorumgang mit zwei schmiedeeisernen Türgittern von einer 1625 für St. Lamberti gestifteten Schranke stand der Taufkessel des Meisters Ulricus aus der Zeit um 1325 als letzter Zeuge der 1651 abgebrochenen Cyriacuskirche in der Nähe des St.-Michaels-Klosters. Der Taufkessel steht jetzt im Altarraum vor dem Hauptaltar.

### Orgel
Die Orgel in St. Nicolai wurde im Jahr 1899 durch die Orgelbaufirma Furtwängler & Hammer erbaut. Im 20. Jahrhundert wurde die Disposition durch den Orgelbauer Emil Hammer (Arnum) mehrfach geändert (1930, 1946, 1955) und das Instrument 1979 durch die Orgelbaufirma E.F. Walcker & Cie. elektrifiziert.
Im Jahre 2002 wurde das Instrument durch die Orgelbaufirma Lenter restauriert, repneumatisiert und weitgehend auf den Originalzustand von 1899 zurückgeführt. Neu ist eine Transmission der Hauptwerks-Trompete in das Pedal; ursprünglich war dort ein Fagott 8′ geplant, aber nicht ausgeführt. Außerdem wurde ein Register-Prolongement für die Pneumatik hinzugefügt; diese Spielhilfe fixiert eine bestimmte Einstellung der Handregister. Während des Spiels kann eine neue Handregistrierung eingestellt werden, die erst bei Betätigung eines Auslösers in Kraft tritt. Das Instrument hat 49 Register auf drei Manualwerken und Pedal.

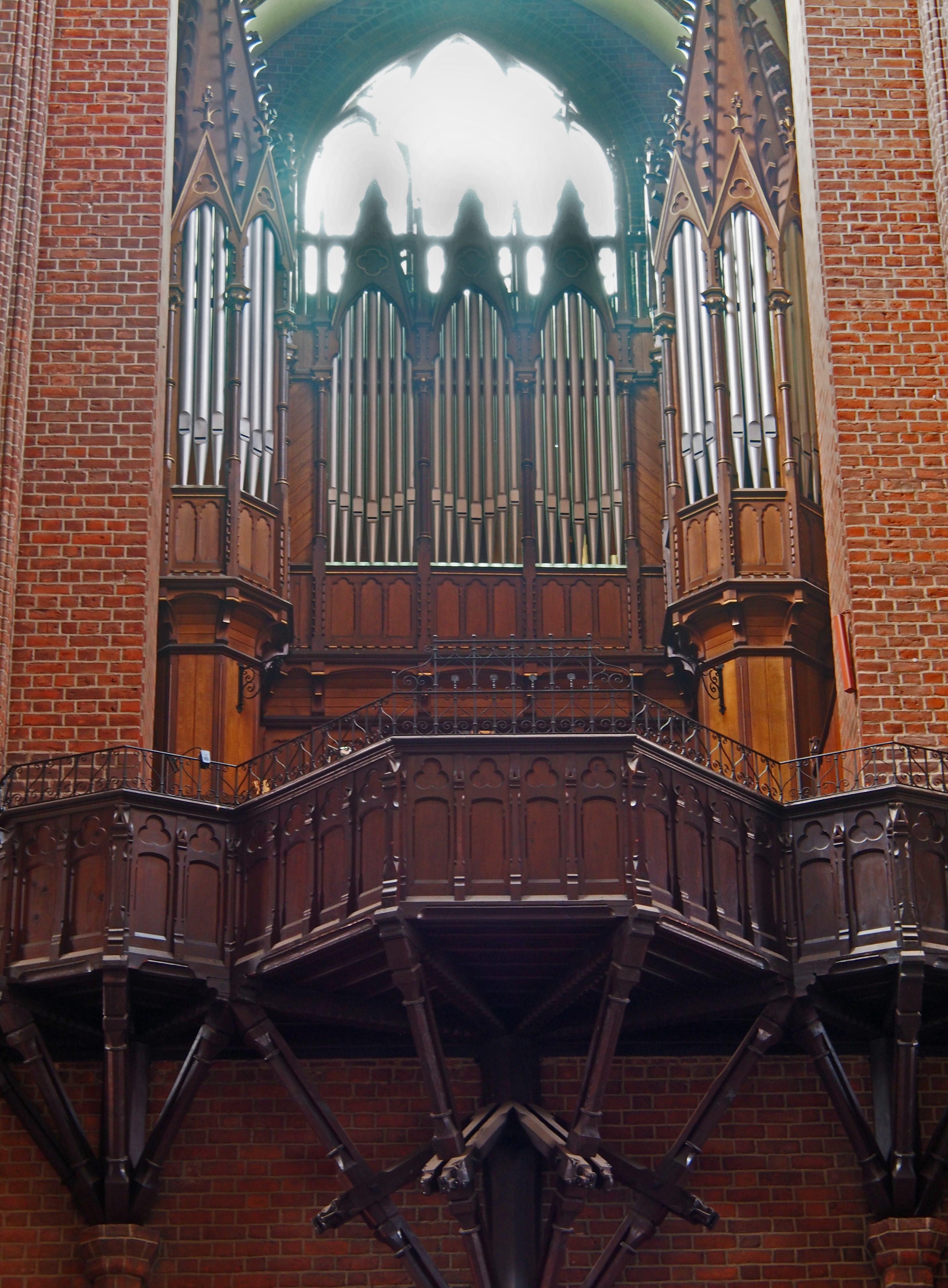
Orgelprospekt
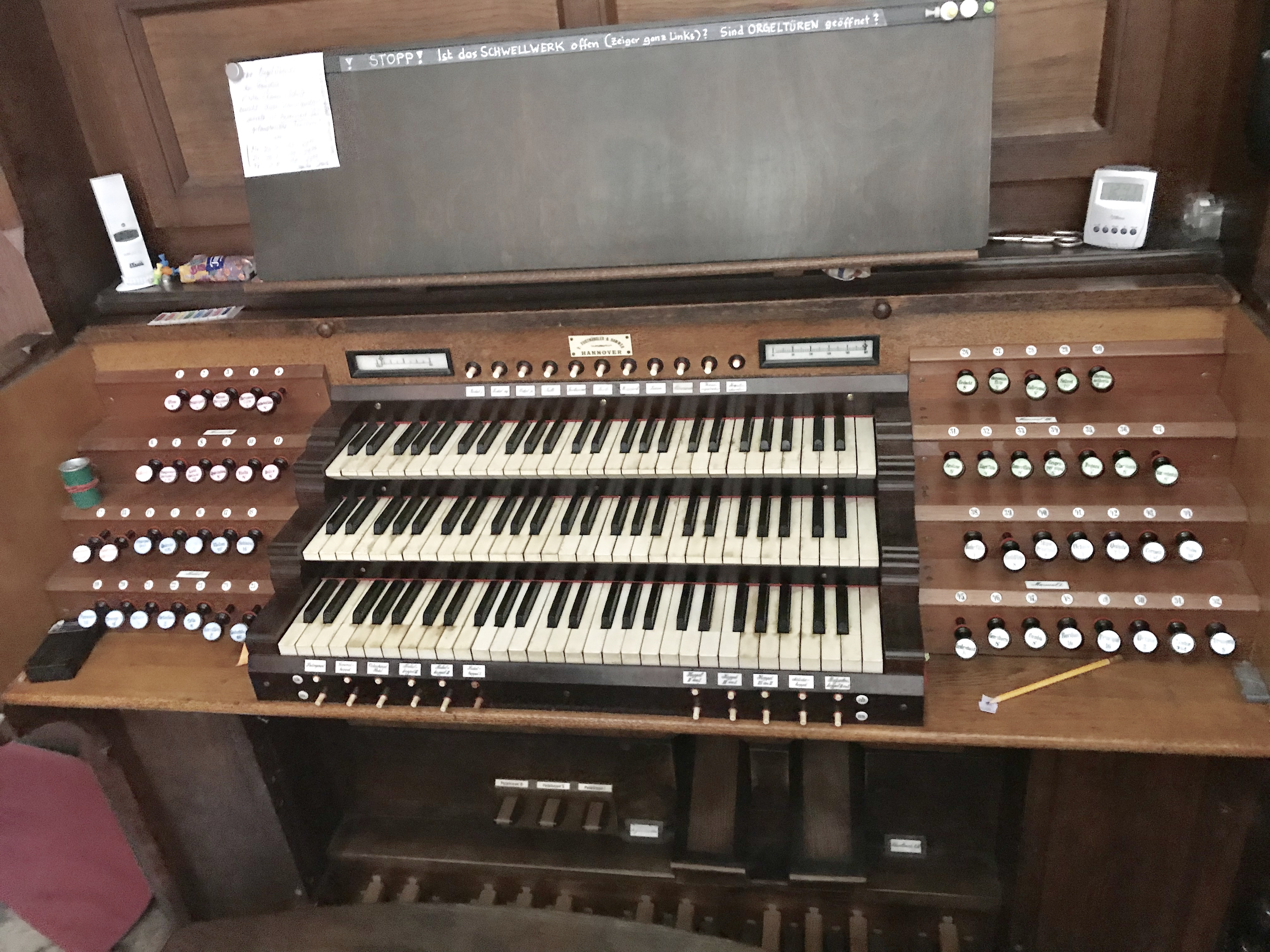
Spieltisch der Orgel

| I. Manual C–f3 |                   |        |
| 01.            | Principal         | 16′    |
| 02.            | Bordun            | 16′    |
| 03.            | Major-Principal 0 | 08′    |
| 04.            | Gamba             | 08′    |
| 05.            | Gemshorn          | 08′    |
| 06.            | Hohlflöte         | 08′    |
| 07.            | Groß-Gedeckt      | 08′    |
| 08.            | Octave            | 04′    |
| 09.            | Rohrflöte         | 04′    |
| 10.            | Quinte            | 02 ⁄3′ |
| 11.            | Oktave            | 02′    |
| 12.            | Cornett III–IV    |        |
| 13.            | Mixtur III–V      |        |
| 14.            | Tuba              | 16′    |
| 15.            | Trompete          | 08′    |

| II. Manual C–f3 |                               |     |
| 16.             | Lieblich Gedeckt              | 16′ |
| 17.             | Minor-Principal               | 08′ |
| 18.             | Viola                         | 08′ |
| 19.             | Quintatön                     | 08′ |
| 20.             | Gedecktflöte                  | 08′ |
| 21.             | Dolce                         | 08′ |
| 22.             | Principal                     | 04′ |
| 23.             | Harmonieflöte                 | 04′ |
| 24.             | Progressiv-Harmonika II–III 0 |     |
| 25.             | Oboe                          | 08′ |

| III. Manual (Schwellwerk) C–f3 |                             |     |
| 26.                            | Salicet                     | 16′ |
| 27.                            | Geigen-Principal            | 08′ |
| 28.                            | Salicional                  | 08′ |
| 29.                            | Concertflöte                | 08′ |
| 30.                            | Harmonieflöte               | 08′ |
| 31.                            | Gedeckt                     | 08′ |
| 32.                            | Aeoline                     | 08′ |
| 33.                            | Vox celestis                | 08′ |
| 34.                            | Fugara                      | 04′ |
| 35.                            | Zartflöte                   | 04′ |
| 36.                            | Harmonika aetherea III-IV 0 |     |
| 37.                            | Clarinette                  | 08′ |

| Pedal C–d1 |                       |         |
| 38.        | Principalbass         | 32′     |
| 39.        | Contrabass            | 16′     |
| 40.        | Violon                | 16′     |
| 41.        | Subbass               | 16′     |
| 42.        | Gedecktbass           | 16′     |
| 43.        | Quintbass             | 10 2⁄3′ |
| 44.        | Oktavbass             | 08′     |
| 45.        | Cello                 | 08′     |
| 46.        | Bassflöte             | 08′     |
| 47.        | Octave                | 04′     |
| 48.        | Posaune               | 16′     |
| 49.        | Trompete (= Nr. 15) 0 | 08′     |

- Koppeln:
  - Normalkoppeln: II/I, III/I, III/II, I/P, II/P, III/P
  - Superoktavkoppel: P/P
  - Suboktavkoppeln: II/I
  - Melodiekoppel: Super I
- Spielhilfen: Generalkoppel, Absteller (Rohrwerke), Feste Kombinationen (pp, p, mf, f, ff, tutti), Crescendowalze, Registerprolongement (2002)

### Glocken

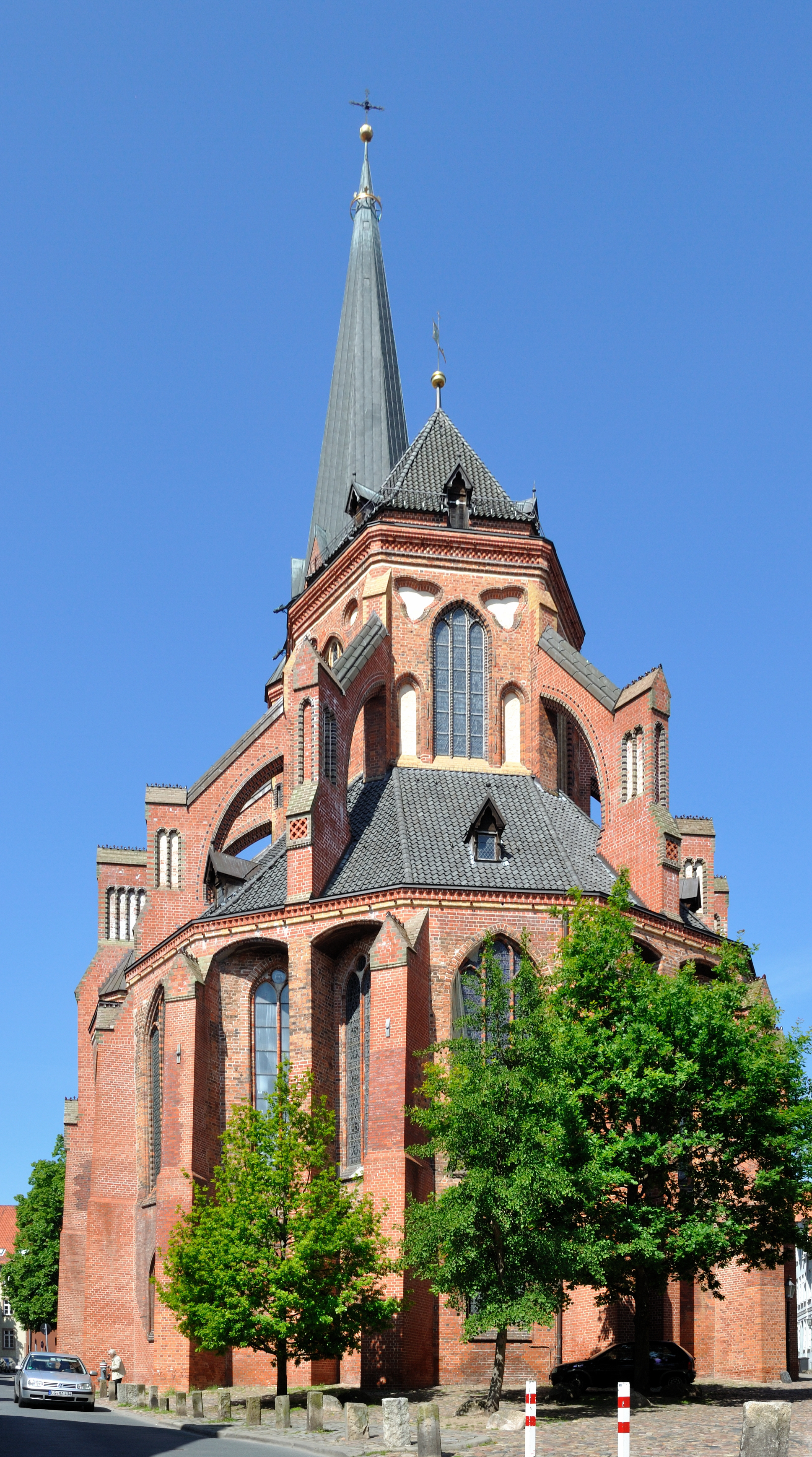
Rückansicht

Im Turm hängen fünf Glocken, zwei davon, die Katharinenschelle (1445) und Franziskusschelle (1516), zählen nicht zum eigentlichen Geläut und dienen als Schlagglocken für den Uhrschlag. Die größte Glocke ist die etwa 4.200 kg schwere Marienglocke; sie wurde im Jahr 1491 von Gerhard van Wou gegossen und hat den Schlagton a0. Im neuen, im Jahr 1895 fertig gestellten Turm waren fünf Läuteglocken versammelt, die alle aus der 1859/60 abgebrochenen St.-Lamberti-Kirche stammten und zwischen 1491 und 1723 gegossen worden waren. Die Beschlagnahmung in den Jahren des Zweiten Weltkrieges überstand nur die mächtige Marienglocke. Nach dem Krieg bekam die Nicolaikirche vom Glockenfriedhof in Hamburg-Veddel eine 1674 aus Königsberg stammende im Schlagton e1 von David Dornmann gegossen „Leihglocke“, welche aus der Kirche in Fischhausen (Ostpreußen) beschlagnahmt worden war. Am 24. Juli 2009 goss die Glockengießerei Rincker aus Sinn die Friedensglocke – genannt Schifferglocke – im Schlagton c1, die in das freie Feld des massiven Holzglockenstuhls gehängt wurde und mit einem kunstvollen Fries nach Psalm 107 gestaltet ist, welches als Nachdruck an der Westseite des Turmes außen auch betrachtet werden kann. Das Geläut ist somit zu einem A-Moll-Dreiklang erweitert worden, das am 4. Oktober desselben Jahres zum ersten Mal in der Form a0-c1-e1 erklang.

## Touristische Bedeutung
Wie die beiden anderen erhaltenen Kirchen St. Johannis und St. Michaelis ist auch St. Nicolai von hohem touristischen Interesse mit ca. 110.000 Besuchern jährlich. Alle drei Kirchen sind bedeutende Bauwerke der Backsteingotik und bilden Stationen auf der Europäischen Route der Backsteingotik.
Als verlässlich geöffnete Kirche ist die Nicolaikirche tagsüber an allen Tagen der Woche außer zu Gottesdiensten und Veranstaltungen für Besucher geöffnet.